# Стризиреп
Стризиреп је насељено место у саставу града Триља, Сплитско-далматинска жупанија, Република Хрватска.

## Историја
До територијалне реорганизације у Хрватској налазио се у саставу старе општине Сињ.

## Становништво
На попису становништва 2011. године, Стризиреп је имао 31 становника.
| Број становника по пописима | Број становника по пописима | Број становника по пописима | Број становника по пописима | Број становника по пописима | Број становника по пописима | Број становника по пописима | Број становника по пописима | Број становника по пописима | Број становника по пописима | Број становника по пописима | Број становника по пописима | Број становника по пописима | Број становника по пописима | Број становника по пописима | Број становника по пописима |
| --------------------------- | --------------------------- | --------------------------- | --------------------------- | --------------------------- | --------------------------- | --------------------------- | --------------------------- | --------------------------- | --------------------------- | --------------------------- | --------------------------- | --------------------------- | --------------------------- | --------------------------- | --------------------------- |
| 1857                        | 1869                        | 1880                        | 1890                        | 1900                        | 1910                        | 1921                        | 1931                        | 1948                        | 1953                        | 1961                        | 1971                        | 1981                        | 1991                        | 2001                        | 2011                        |
| 273                         | 298                         | 282                         | 328                         | 367                         | 421                         | 433                         | 467                         | 488                         | 492                         | 430                         | 388                         | 386                         | 220                         | 99                          | 31                          |

Напомена: До 1921. исказивано под именом Стрижиреп. У 1869, 1921. и 1931. садржи податке за бивше насеље Медићи, које је 1900. и 1910. исказивано као самостално насеље.

### Попис1991.
На попису становништва 1991. године, насељено место Стризиреп је имало 220 становника, следећег националног састава:
| Попис 1991.‍ | Попис 1991.‍ | Попис 1991.‍ | Попис 1991.‍ | Попис 1991.‍ |
| ----------- | ----------- | ----------- | ----------- | ----------- |
|             |             |             |             |             |
| Хрвати      | Хрвати      |             | 219         | 99,54%      |
| непознато   | непознато   |             | 1           | 0,45%       |
| укупно: 220 |             |             |             |             |